# Тунджай Шанли
Тунджай Шанли (тур. Tuncay Şanlı; нар. 16 січня 1982, Сакар'я) — колишній турецький футболіст азербайджанського походження, півзахисник та нападник. Бронзовий призер чемпіонату Європи 2008 у складі збірної Туреччини.

## Клубна кар'єра
Свою кар'єру Тунджай Шанли почав у 2000 році, граючи за місцевий «Сакар'яспор», в якому провів 66 ігор і забив 32 м'ячі. За клуб виступав до 2002 року, а потім Шанли перейшов у «Фенербахче», де в основному грав роль центрального нападника. За клуб провів 154 ігор і забив 59 м'ячів. Разом з «Фенербахче» він ставав триразовим чемпіоном Туреччини. Тунджай став першим турецьким футболістом, який зумів зробити хет-трик в Лізі чемпіонів, суперником тоді був «Манчестер Юнайтед». У турецькому клубі Тунджай отримав прізвисько «Хоробре Серце».
У 2007 році Тунджай перейшов в англійський «Мідлсбро», в якому він провів 68 матчів і забив 16 м'ячів.

## Збірна
За збірну Туреччини Тунджай виступав з 2002 року. У складі збірної став бронзовим призером чемпіонату Європи 2008.

## Досягнення
- Чемпіон Туреччини: 2003/04, 2004/05, 2006/07
- Бронзовий призер Євро-2008.

## Статистика виступів
станом на 1 лютого 2011
| Клуб        | Сезон       | Чемпіонат | Чемпіонат | Кубки | Кубки | Єврокубки | Єврокубки | Всього | Всього |
| Клуб        | Сезон       | Матчі     | Голи      | Матчі | Голи  | Матчі     | Голи      | Матчі  | Голи   |
| ----------- | ----------- | --------- | --------- | ----- | ----- | --------- | --------- | ------ | ------ |
| Сакар'яспор | 2000-01     | 31        | 16        | -     | -     | -         | -         | 31     | 16     |
| Сакар'яспор | 2001-02     | 35        | 16        | 2     | 1     | -         | -         | 37     | 17     |
| Сакар'яспор | За весь час | 66        | 32        | 2     | 1     | -         | -         | 68     | 33     |
| Фенербахче  | 2002-03     | 29        | 9         | 1     | 0     | 1         | 1         | 31     | 10     |
| Фенербахче  | 2003-04     | 31        | 19        | 4     | 3     | -         | -         | 35     | 22     |
| Фенербахче  | 2004-05     | 31        | 7         | 5     | 1     | 8         | 5         | 44     | 13     |
| Фенербахче  | 2005-06     | 30        | 15        | 8     | 1     | 5         | 0         | 43     | 16     |
| Фенербахче  | 2006-07     | 33        | 9         | 6     | 1     | 12        | 6         | 51     | 16     |
| Фенербахче  | За весь час | 154       | 59        | 24    | 6     | 26        | 12        | 204    | 77     |
| Мідлсбро    | 2007-08     | 34        | 8         | 4     | 0     | -         | -         | 38     | 8      |
| Мідлсбро    | 2008-09     | 33        | 7         | 4     | 1     | -         | -         | 37     | 8      |
| Мідлсбро    | 2009-10     | 3         | 2         | -     | -     | -         | -         | 3      | 2      |
| Мідлсбро    | За весь час | 70        | 17        | 8     | 1     | -         | -         | 78     | 18     |
| Сток Сіті   | 2009-10     | 30        | 4         | 7     | 1     | -         | -         | 37     | 5      |
| Сток Сіті   | 2010-11     | 14        | 1         | 4     | 2     | -         | -         | 18     | 3      |
| Сток Сіті   | За весь час | 44        | 5         | 11    | 3     | -         | -         | 55     | 8      |
| Всього      |             | 334       | 113       | 45    | 11    | 26        | 12        | 405    | 136    |